# Marcel Dib
Marcel Dib (født 10. august 1960 i Marseille, Frankrig) er en tidligere fransk fodboldspiller (midtbane).
Dib tilbragte hele sin karriere i hjemlandet, hvor han repræsenterede Toulon, Monaco, Bordeaux og Marseille. Længst tid var han tilknyttet Monaco, hvor han spillede i otte år og var med til at vinde både det franske mesterskab og pokalturneringen Coupe de France.
Dib spillede desuden seks kampe for Frankrigs landshold. Hans første landskamp var en venskabskamp mod Spanien 23. marts 1988, hans sidste et opgør mod DDR 24. januar 1990.

## Titler
Ligue 1
- 1988 med AS Monaco

Coupe de France
- 1991 med AS Monaco